# Случак, Владимир Еремеевич
Влади́мир Ереме́евич Случа́к (15 мая 1898, Гомель Могилевской губернии — 27 февраля 1938, Москва) — деятель ВКП(б), председатель Южно-Казахстанского облисполкома. Формально, в течение одного месяца до ареста, входил в состав особой тройки НКВД СССР.

## Биография
Владимир Еремеевич Случак родился 26 апреля 1904 года в Гомеле. В 1913-14 годах обучался в Дербентском училище садоводства, виноградарства и земледелия. По окончании, в 1914—1917 годах работал конторщиком-счетоводом. В 1917 году состоял в Речицком комитете Еврейской организации «Цеирей Цион». Далее был призван в армию, где служил в 1917—1918 годах. После Октябрьского переворота, в 1918—1920 годах, работал секретарём Речицкого уездного Союза служащих. В 1920—1921 годах служил в РККА. Участвовал в Советско-польской войне, был в плену. Далее работал в советских и партийных структурах.

### Работа в советских и партийных структурах
- 1921—1924 — председатель Клинцовского уездного Бюро профсоюзов (Белорусская ССР), член Бюро Клинцовского уездного комитета КП(б) Белоруссии.
- 1924—1925 — председатель Гомельского губернского Союза текстильщиков.
- 1925—1926 — заместитель председателя Гомельского губернского СНХ.
- 1926—1928 — уполномоченный ЦК Союза текстильщиков СССР по Средней Азии.
- 1928—1929 — заведующий Отделом, заместитель председателя Средне-Азиатского бюро ВЦСПС.
- 1929—1932 — заместитель председателя СНК Таджикской ССР.
- 1929—1932 — член Бюро ЦК КП(б) Таджикистана.
- 1932—1934 — заместитель председателя СНК Казахской АССР.
- 1934—1936 — 2-й секретарь Южно-Казахстанского областного комитета ВКП(б).
- 1936 — август 1937 — председатель Исполнительного комитета Южно-Казахстанского областного Совета. Этот период отмечен вхождением в состав особой тройки, созданной по приказу НКВД СССР от 30.07.1937 № 00447[1].

## Завершающий этап
Арестован 14 августа 1937 г. Приговорён к ВМН ВКВС СССР 27 февраля 1938 г.
Обвинялся по статьям 58-2, 58-7, 58-8, 58-11 УК РСФСР.
Расстрелян в Москве в день вынесения приговора.
Реабилитирован 21 декабря 1957 г. Верховным Судом СССР за отсутствием состава преступления.

## Награды
- Орден Трудового Красного Знамени Таджикской ССР